# Kanton Neuville-sur-Saône
Der Kanton Neuville-sur-Saône war bis 2015 ein französischer Kanton im Arrondissement Lyon und in der Region Rhône-Alpes. Er gehörte ursprünglich zum Département Rhône und hatte seinen Hauptort in Neuville-sur-Saône. Der Kanton wurde abgeschafft, als auf seinem Einzugsgebiet die Métropole de Lyon zum Jahreswechsel 2014/2015 das Département Rhône als übergeordnete Gebietskörperschaft ablöste und die Kantone ihre Funktion als Wahlkreise verloren. Letzter Vertreter im conseil général des Départements war Paul Laffy (UMP), er folgte auf Jacques Meyer (ebenfalls UMP, Amtszeit 1982–2008) nach.

## Gemeinden
Der Kanton umfasste 15 Gemeinden:
| Gemeinde                   | Einwohner Jahr | Fläche km² | Bevölkerungsdichte | Code INSEE | Postleitzahl |
| -------------------------- | -------------- | ---------- | ------------------ | ---------- | ------------ |
| Albigny-sur-Saône          | 2.804 (2013)   | 2,57       | 1091 Einw./km²     | 69003      | 69250        |
| Cailloux-sur-Fontaines     | 2.525 (2013)   | 8,69       | 291 Einw./km²      | 69033      | 69270        |
| Couzon-au-Mont-d’Or        | 2.598 (2013)   | 3,11       | 835 Einw./km²      | 69068      | 69270        |
| Curis-au-Mont-d’Or         | 1.147 (2013)   | 3,03       | 379 Einw./km²      | 69071      | 69250        |
| Fleurieu-sur-Saône         | 1.400 (2013)   | 2,91       | 481 Einw./km²      | 69085      | 69250        |
| Fontaines-Saint-Martin     | 3.091 (2013)   | 2,74       | 1128 Einw./km²     | 69087      | 69270        |
| Fontaines-sur-Saône        | 6.469 (2013)   | 2,32       | 2788 Einw./km²     | 69088      | 69270        |
| Genay                      | 5.251 (2013)   | 8,49       | 618 Einw./km²      | 69278      | 69730        |
| Montanay                   | 2.934 (2013)   | 7,16       | 410 Einw./km²      | 69284      | 69250        |
| Neuville-sur-Saône         | 7.242 (2013)   | 5,47       | 1324 Einw./km²     | 69143      | 69250        |
| Poleymieux-au-Mont-d’Or    | 1.308 (2013)   | 6,21       | 211 Einw./km²      | 69153      | 69250        |
| Quincieux                  | 3.295 (2013)   | 17,72      | 186 Einw./km²      | 69163      | 69650        |
| Rochetaillée-sur-Saône     | 1.527 (2013)   | 4,56       | 335 Einw./km²      | 69168      | 69270        |
| Saint-Germain-au-Mont-d’Or | 2.929 (2013)   | 5,43       | 539 Einw./km²      | 69207      | 69650        |
| Saint-Romain-au-Mont-d’Or  | 1.102 (2013)   | 2,62       | 421 Einw./km²      | 69233      | 69270        |